# Chorinaeus aizanensis
Chorinaeus aizanensis là một loài tò vò trong họ Ichneumonidae.